# Grotte des Hirondelles
La grotte des Hirondelles est une grotte marine de la pointe du Décollé, située dans la commune de Saint-Lunaire, département d'Ille-et-Vilaine.

## Spéléométrie
Le développement de cette grotte est de 24 m.

## Géologie

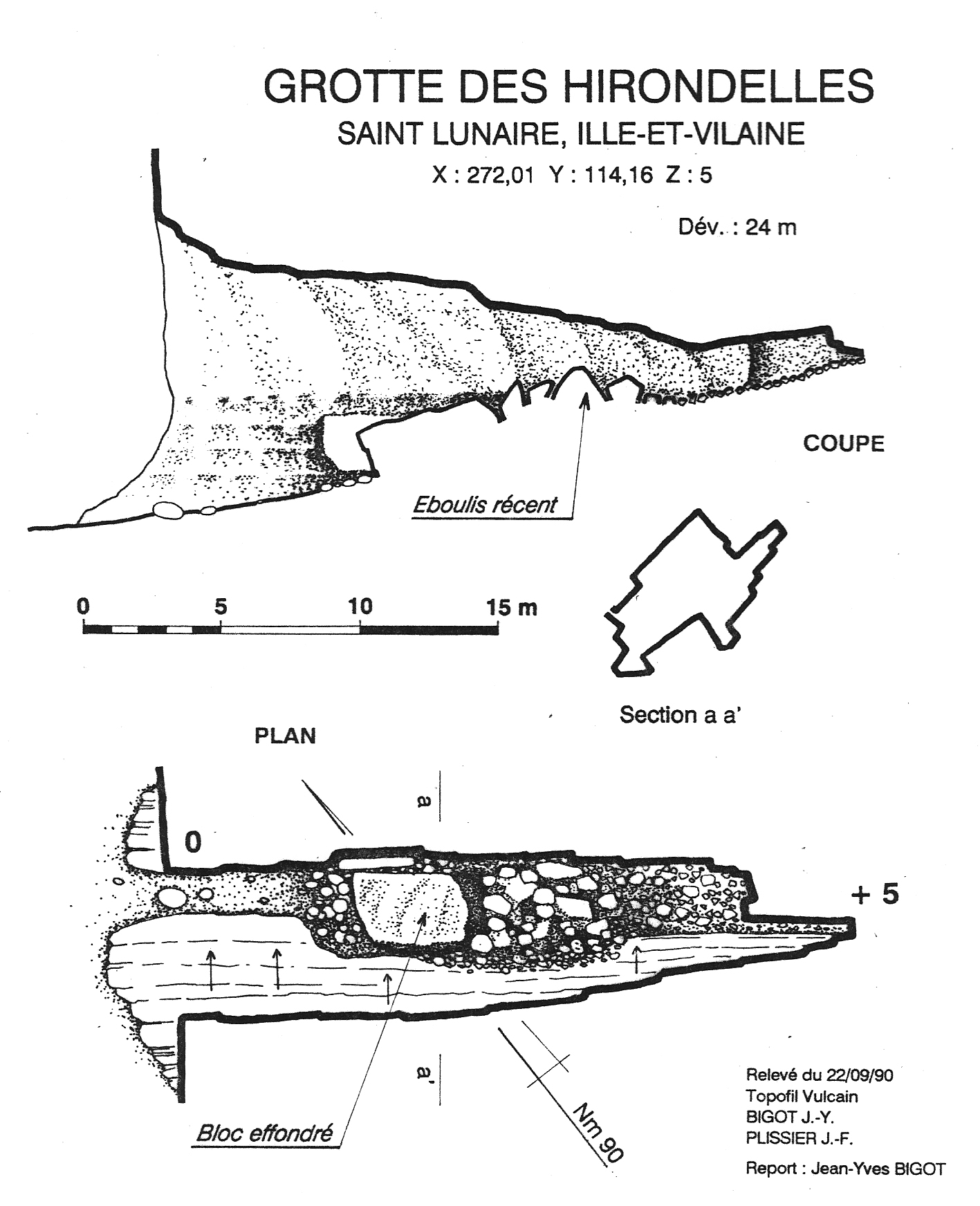
Topographie de la grotte des Hirondelles.

La cavité s'ouvre dans un granite d'âge néoprotérozoïque.

## Description
La grotte a été l'objet d'une certaine curiosité au début du XXe siècle, car son entrée a été photographiée et reproduite sur des cartes postales anciennes. Le nom indiqué en légende et la photographie permettent de l'identifier de manière certaine. Depuis cette période, l'aspect de la grotte a changé, car un éboulement de la voûte la rend moins praticable et moins remarquable dans le paysage envahi par l'urbanisation.
La grotte a été topographiée le 22 septembre 1990 par Jean-François Plissier et Jean-Yves Bigot.